# Club alpin académique italien

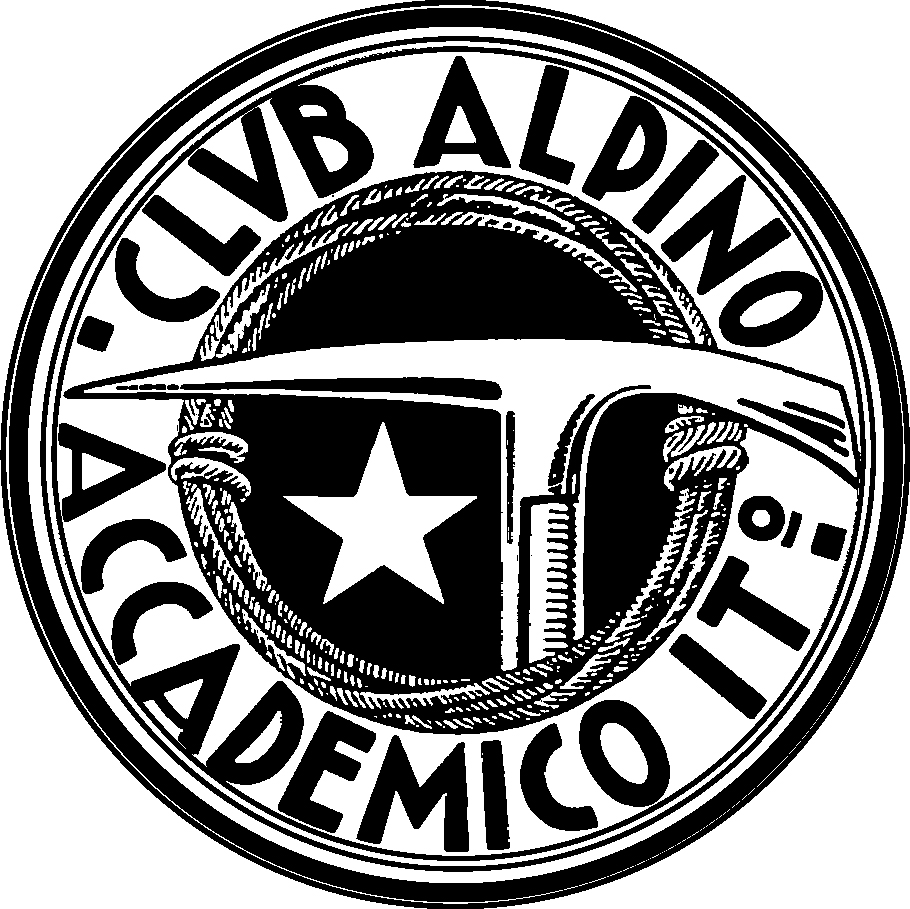
Insigne du Club alpin académique italien.

Le Club alpin académique italien (CAAI), en italien : Club Alpino Accademico Italiano, est une section nationale du club alpin italien. Il a été fondé  en 1904, à l'instigation notamment de l'alpiniste Adolfo Hess afin de promouvoir l'alpinisme sans guide. Il est aujourd'hui ouvert aux alpinistes, membres du CAI ou  résidents à l'étranger, ayant une eu une activité alpine de haut niveau pendant au moins cinq ans, et son objectif est de promouvoir l'alpinisme de haute difficulté sur toutes les chaînes de montagne du monde.